# Abraham van Stolk Corneliszoon
Abraham van Stolk (Rotterdam, 24 januari 1814 - aldaar, 6 februari 1896), was een Nederlands houthandelaar en verzamelaar.

## Leven en werk

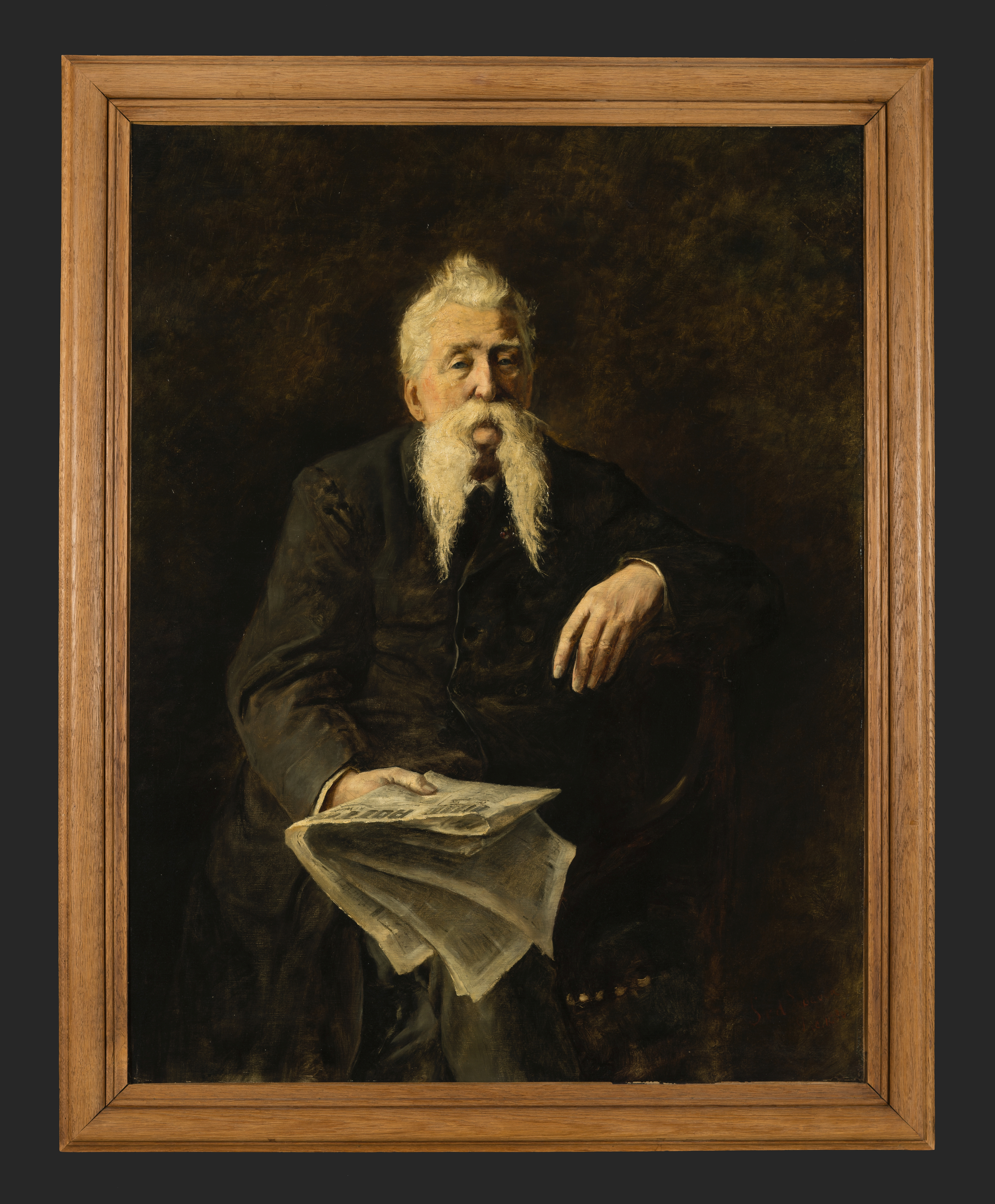
Abraham van Stolk

Van Stolk, telg uit het geslacht Van Stolk, was de oudste zoon van Cornelis van Stolk (1792-1848) en Anna Joanna Havelaar (1793-1874). 
Van Stolk was in zijn tijd een bekende Rotterdammer. Hij kwam uit een familie van houthandelaren en stond een groot deel van zijn leven aan het hoofd van het familiebedrijf. Hij was beschermheer of erelid van verschillende Rotterdamse verenigingen en van 1869 tot 1889 majoorcommandant van het Korps Koninklijke Scherpschutters. Van Stolk werd in 1869 benoemd tot officier in de Orde van de Eikenkroon. In 1880 werd Van Stolk door de koning van Italië benoemd tot ridder in de Kroonorde van Italië.

## Atlas van Stolk
In 1835 startte hij met het verzamelen van afbeeldingen, om zo de geschiedenis van Nederland vanaf de komst van de Batavieren tot aan zijn eigen tijd in beeld te brengen. Bij zijn verzamelactiviteiten werd hij geïnspireerd door een sterke liefde voor vaderland en vorstenhuis. Ook in zijn gedichten en ander geschriften gaf hij blijk van zijn vaderlandsliefde. Na de dood van Van Stolk in 1896 ging zijn verzameling over op zijn zoon. Die breidde de collectie uit, net als latere erfgenamen, die eveneens gepassioneerde verzamelaars waren. Op een gegeven moment werd de collectie te groot om aan huis te houden en gaf de familie de verzameling in bruikleen aan de Gemeente Rotterdam. Sindsdien is de Atlas Van Stolk een openbare collectie en gevestigd in Het Schielandshuis te Rotterdam.
Van Stolk kocht in 1876 onder andere de ambachtsheerlijkheid Ameide en werd daarmee ambachtsheer van Ameide. Na zijn overlijden zouden zijn nakomelingen hem als ambachtsheer opvolgen.